# Осотське
Осотське (рос. Осотское) — присілок у Брасовському районі Брянської області Росії. Входить до складу муніципального утворення Сниткінське сільське поселення.
Населення — 265 осіб.
Розташований за 7 км на північний схід від села Сниткіно.
Є відділення поштового зв'язку, сільська бібліотека.

## Історія
Згадується з першої половини XVII століття в складі Брасовського стану Комарицької волості. Належав до парафії села Кропотова. З 1741 року — володіння Апраксиних.
У 1778—1782 рр. входив до Луганського повіту, потім до 1929 в Севському повіті (з 1861 року — в Добрицькій волості, з 1880-х рр. в Апраксинській (Брасовській) волості). У 1899 році була відкрита церковно-парафіяльна школа.
З 1929 року в Брасовського районі. З 1920-х рр. по 1961 — в Кропотовській сільраді.

## Населення
За найновішими даними, населення — 265 осіб (2013).
У минулому чисельність мешканців була такою:
| Годы      | 1858 | 1878 | 1897 | 1926 | 1979 | 1989 | 2002 | 2010 |
| --------- | ---- | ---- | ---- | ---- | ---- | ---- | ---- | ---- |
| Население | 543  | 633  | 837  | 1183 | 414  | 364  | 342  | 303  |